# Bembidion striola
Bembidion striola är en skalbaggsart som beskrevs av Leconte 1852. Bembidion striola ingår i släktet Bembidion och familjen jordlöpare. Inga underarter finns listade i Catalogue of Life.